# Saarijärvi (sjö i Finland, Lappland, lat 66,05, long 26,48)
Saarijärvi är en sjö i Finland. Den ligger i kommunen Ranua i landskapet Lappland, i den norra delen av landet, 700 km norr om huvudstaden Helsingfors. Saarijärvi ligger 143,5 meter över havet. Arean är 1,16 kvadratkilometer och strandlinjen är 12,29 kilometer lång. Sjön  ingår i Simo älvs huvudavrinningsområde.   
I övrigt finns följande i Saarijärvi:
- Pikkusaari (en ö)
- Isosaari (en ö)
- Roominsaari (en ö)
- Putaansaari (en ö)
- Lapinsaari (en ö)